# Johannes Voorhout (I)
Johannes Voorhout (I) (Uithoorn, gedoopt 11 november 1647 – Amsterdam, begraven 25 augustus 1717)  was een Nederlands schilder en tekenaar.

## Leven en werk
Voorhout zou een zoon zijn van de Amsterdamse meester-klokkenmaker Cornelis Voorhout. Van 1662 tot 1664 was hij leerling van Constantijn Verhout in Gouda. In 1664 verhuisde hij naar Amsterdam, waar hij tussen 1664 tot 1669  in de leer was bij Jan van Noordt. Tussen 1672 en 1675 was hij werkzaam in Friedrichstadt, Gottorf en Hamburg. Daarna vestigde hij zich opnieuw in Amsterdam. Hij trouwde met Margaretha (Grietje) Pieters Vos. In 1677 werd hun zoon Johannes geboren. In 1707 verkreeg het het poorterschap van Amsterdam. Hij gaf les aan zijn zoon, die zich als zelfstandig kunstschilder vestigde, eerste in Alkmaar en later in Amsterdam. Voorhout overleed in 1717 en werd op 25 augustus van dat jaar begraven. Na het overlijden van zijn weduwe in 1723 werden de nagelaten schilderijen ten behoeve van de erfgename verkocht.
Voorhout had een grote belangstelling voor muziek en musici. In zijn Hamburgse periode schilderde hij een groot groepsportret, waarop musici als de organist van de Hamburgse Sankt Catharinenkirche Johann Adam Reincken en Dietrich Buxtehude, organist van de Marienkirche in Lübeck staan afgebeeld.
Werken van Voorhout bevinden zich onder andere in het Rijksmuseum Amsterdam, het Catharijneconvent en in het Museum für Hamburgische Geschichte.

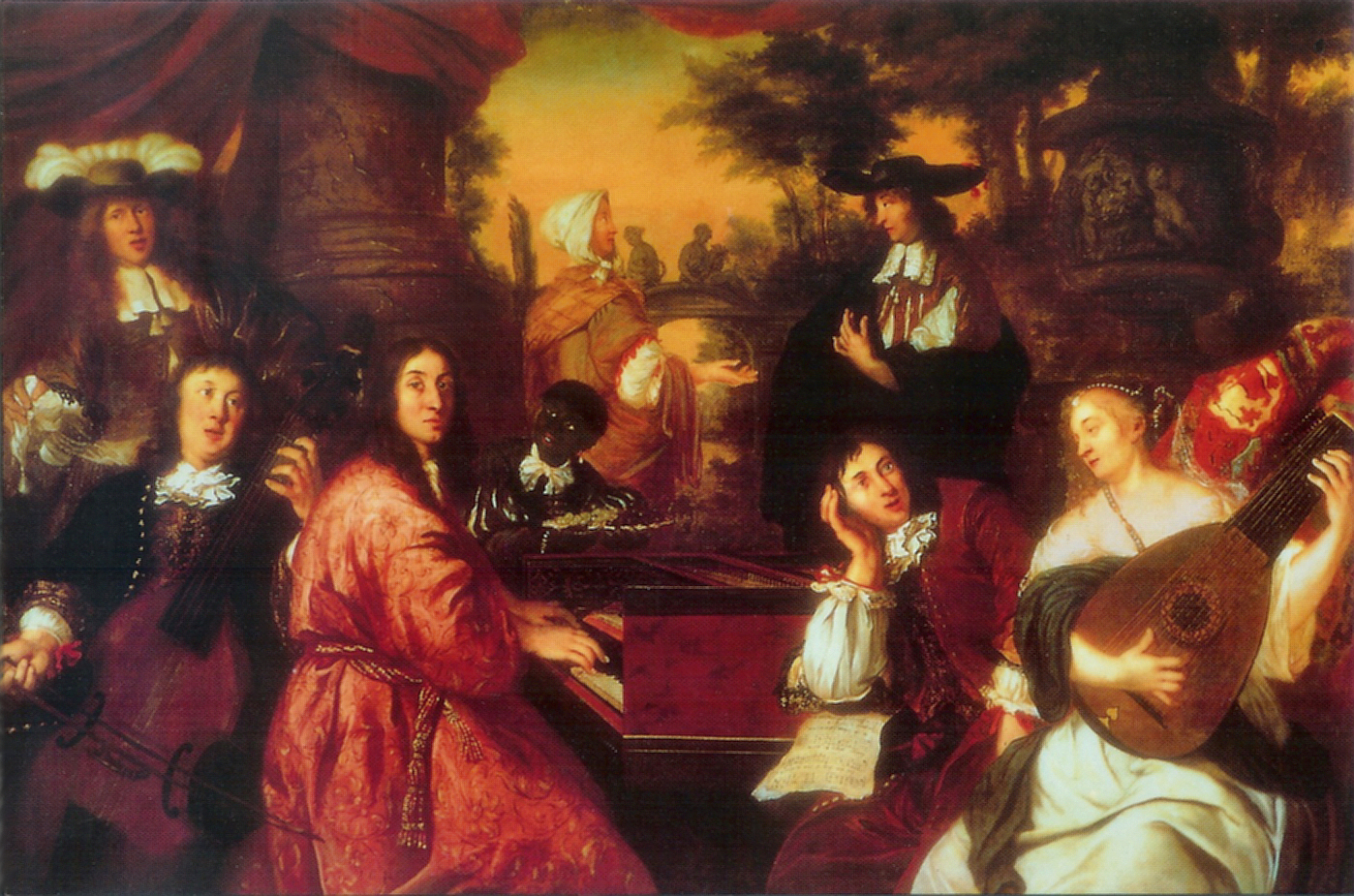
Musicerend gezelschap, 1674

- Biografisch Portaal: 22884841
- Gemeinsame Normdatei: 135972965
- International Standard Name Identifier: 0000 0000 6689 3914
- KulturNav: 09eddcc8-a80d-4d41-b4a8-015c0218b9ae
- Library of Congress Control Number: no2015129231
- Nederlandse Thesaurus van Auteursnamen: 110988833
- RKD-Nederlands Instituut voor Kunstgeschiedenis: 81797
- Union List of Artist Names: 500010299
- Virtual International Authority File: 80397322
- WorldCat: E39PBJrrtg3m8fhMgGHvVKrg8C